# Condado de Taylor (Florida)
El condado de Taylor es un condado ubicado en el estado de Florida. En 2000, su población era de 19 256 habitantes. Su sede está en Perry.

## Historia
El Condado de Taylor fue creado en 1856. Su nombre es el de Zachary Taylor, duodécimo Presidente de los Estados Unidos de América, entre 1849 y 1851.

## Demografía
Según el censo de 2000, el condado cuenta con 19 256 habitantes, 7176 hogares y 5130 familias residentes. La densidad de población es de 7 hab/km² (18 hab/mi²). Hay 9646 unidades habitacionales con una densidad promedio de 4 u.a./km² (9 u.a./mi²). La composición racial de la población del condado es 77,84% Blanca, 19,04% Afroamericana o Negra, 0,98% Nativa americana, 0,44% Asiática, 0,02% De las islas del Pacífico, 0,32% de Otros orígenes y 1,38% de dos o más razas. El 1,53% de la población es de origen Hispano o Latino cualquiera sea su raza de origen.
De los 7176 hogares, en el 31,60% de ellos viven menores de edad, 52,50% están formados por parejas casadas que viven juntas, 14,40% son llevados por una mujer sin esposo presente y 28,50% no son familias. El 24,20% de todos los hogares están formados por una sola persona y 10,60% de ellos incluyen a una persona de más de 65 años. El promedio de habitantes por hogar es de 2,51 y el tamaño promedio de las familias es de 2,95 personas.
El 24,60% de la población del condado tiene menos de 18 años, el 8,20% tiene entre 18 y 24 años, el 28,30% tiene entre 25 y 44 años, el 24,80% tiene entre 45 y 64 años y el 14,10% tiene más de 65 años de edad. La edad media es de 38 años. Por cada 100 mujeres hay 104,40 hombres y por cada 100 mujeres de más de 18 años hay 104,80 hombres.
La renta media de un hogar del condado es de $30 032, y la renta media de una familia es de $35 061. Los hombres ganan en promedio $27 967 contra $19 054 para las mujeres. La renta per cápita en el condado es de $15 281. 18,00% de la población y 14,50% de las familias tienen rentas por debajo del nivel de pobreza. De la población total bajo el nivel de pobreza, el 22,20% son menores de 18 y el 17,90% son mayores de 65 años.

## Municipalidades
1. Ciudad de Perry